# Ołeh Krioka
Ołeh Krioka (ukr. Олег Олександрович Крьока; ur. 17 stycznia 1987) – ukraiński zapaśnik w stylu klasycznym. Olimpijczyk z Pekinu 2008, gdzie zajął czternaste miejsce w kategorii 96 kg. Trzynasty na mistrzostwach świata w 2010. Dziesiąty na mistrzostwach Europy w 2008. Wicemistrz świata juniorów w 2006, trzeci w 2007. Brąz na mistrzostwach Europy juniorów w 2007 roku.